# Carolina Tello
Carolina Tello Rojas (Santiago, 1 de octubre de 1985) es una abogada, dirigente feminista y política chilena, militante y parte del Comité Parlamentario del Frente Amplio. Desde el 11 de marzo de 2022 ejerce como diputada de la República por el Distrito N.º 5, Región de Coquimbo, por el período legislativo 2022-2026.

## Biografía
Egresó de la educación media del Liceo Carmela Carvajal de Prat de Providencia, Región Metropolitana. Luego, cursó la carrera de Derecho en la Pontificia Universidad Católica de Valparaíso, donde se licenció en Ciencias Jurídicas, con la tesis: “Publicidad y transparencia en el Congreso Nacional” (2013). Juró como abogada ante la Corte Suprema de Justicia el 11 de abril de 2014. Es diplomada en Derecho del Mar y Marítimo y en Derecho Parlamentario.
Es dirigente feminista, integrante y ex directora de la Asociación de Abogadas Feministas (ABOFEM) de Coquimbo, rol que asumió en diciembre de 2019, e integrante de su Comisión Legislativa.
En el 2021, asumió una candidatura a la Convención Constitucional, en representación del Partido Comunista y apoyada por diversas organizaciones territoriales, por el 5° Distrito, Región de Coquimbo, pero su candidatura fue rechazada por el Servicio Electoral.
En agosto de 2021, inscribió su candidatura a la Cámara de Diputadas y Diputados, en representación del Partido Comunista, Pacto Apruebo Dignidad, por el 5° Distrito, comunas de Andacollo, Canela, Combarbalá, Coquimbo, Illapel, La Higuera, La Serena, Los Vilos, Monte Patria, Ovalle, Paiguano, Punitaqui, Río Hurtado, Salamanca y Vicuña, Región de Coquimbo, periodo 2022-2026. Fue elegida, en noviembre del mismo año con 12.231 votos, equivalentes al 5,16% del total de los sufragios válidos. Tras obtener un 5,16% de los votos, fue electa diputada junto a su compañera de lista Nathalie Castillo. Asumió el cargo el 11 de marzo del 2022. Actualmente integra las comisiones permanentes de Gobierno Interior, Nacionalidad, Ciudadanía y Regionalización; y Mujeres y Equidad de Género, de la cual es presidenta.

## Historial electoral

### Elecciones parlamentarias de 2021
- Elecciones parlamentarias de 2021 para el Distrito 5 (Andacollo, Canela, Combarbalá, Coquimbo, Illapel, La Higuera, La Serena, Los Vilos, Monte Patria, Ovalle, Paihuano, Punitaqui, Río Hurtado, Salamanca y Vicuña)[5]